# Chone trilobata
Chone trilobata är en ringmaskart som beskrevs av José María Alfono Félix Gallardo 1968. Chone trilobata ingår i släktet Chone och familjen Sabellidae. Inga underarter finns listade i Catalogue of Life.